# Большая Сельменга
Большая Сельменга — деревня в Нюксенском районе Вологодской области.
Входит в состав Нюксенского сельского поселения (с 1 января 2006 года по 8 апреля 2009 года входила в Красавинское сельское поселение), с точки зрения административно-территориального деления — в Дмитриевский сельсовет.
Расстояние до районного центра Нюксеницы по автодороге — 37 км. Ближайшие населённые пункты — Красавино, Гора, Малая Сельменьга.
По переписи 2002 года население — 28 человек (11 мужчин, 17 женщин). Преобладающая национальность — русские (89 %).